# Botanischer Sondergarten Wandsbek

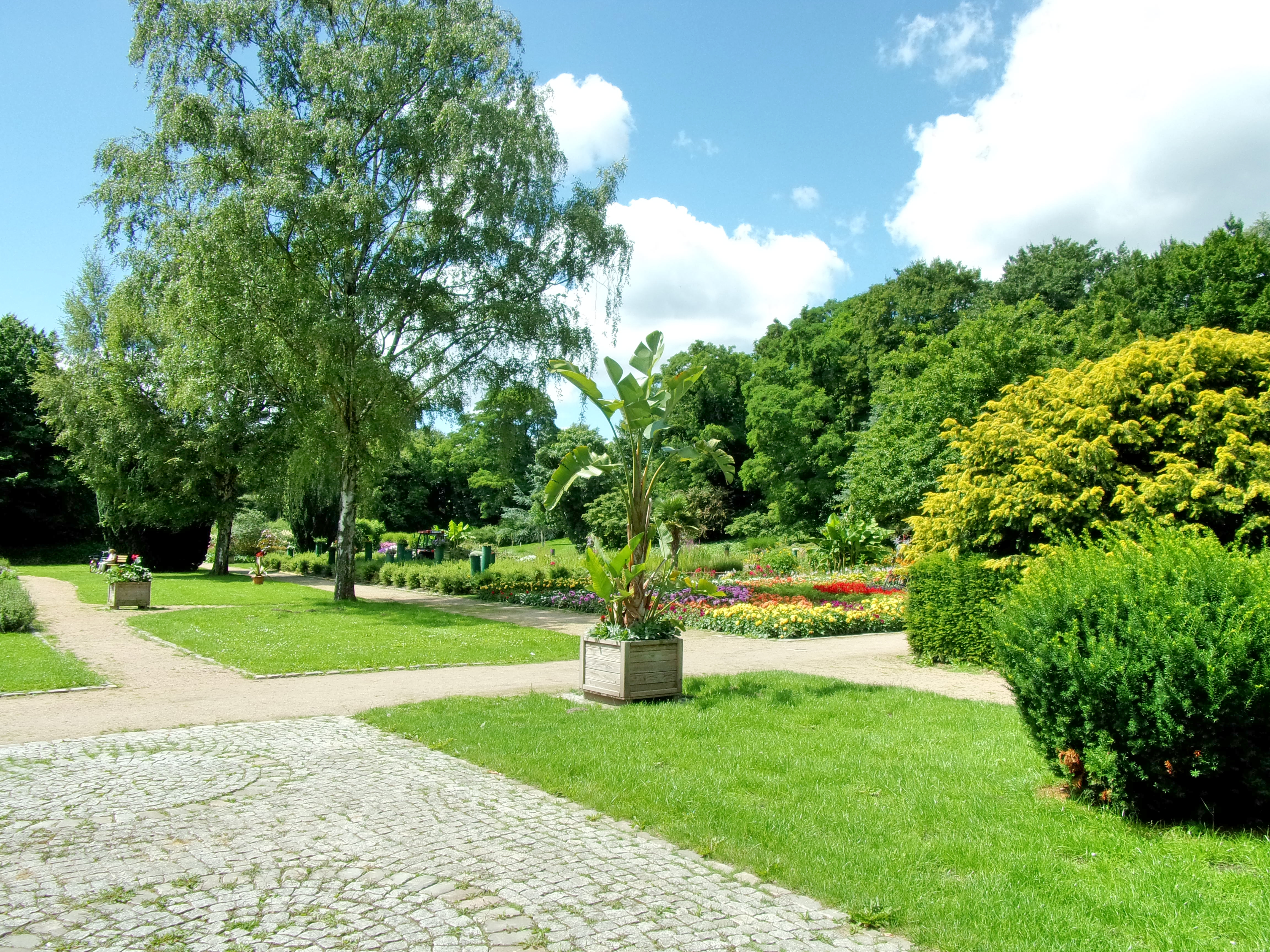
Wege in der Gartenanlage

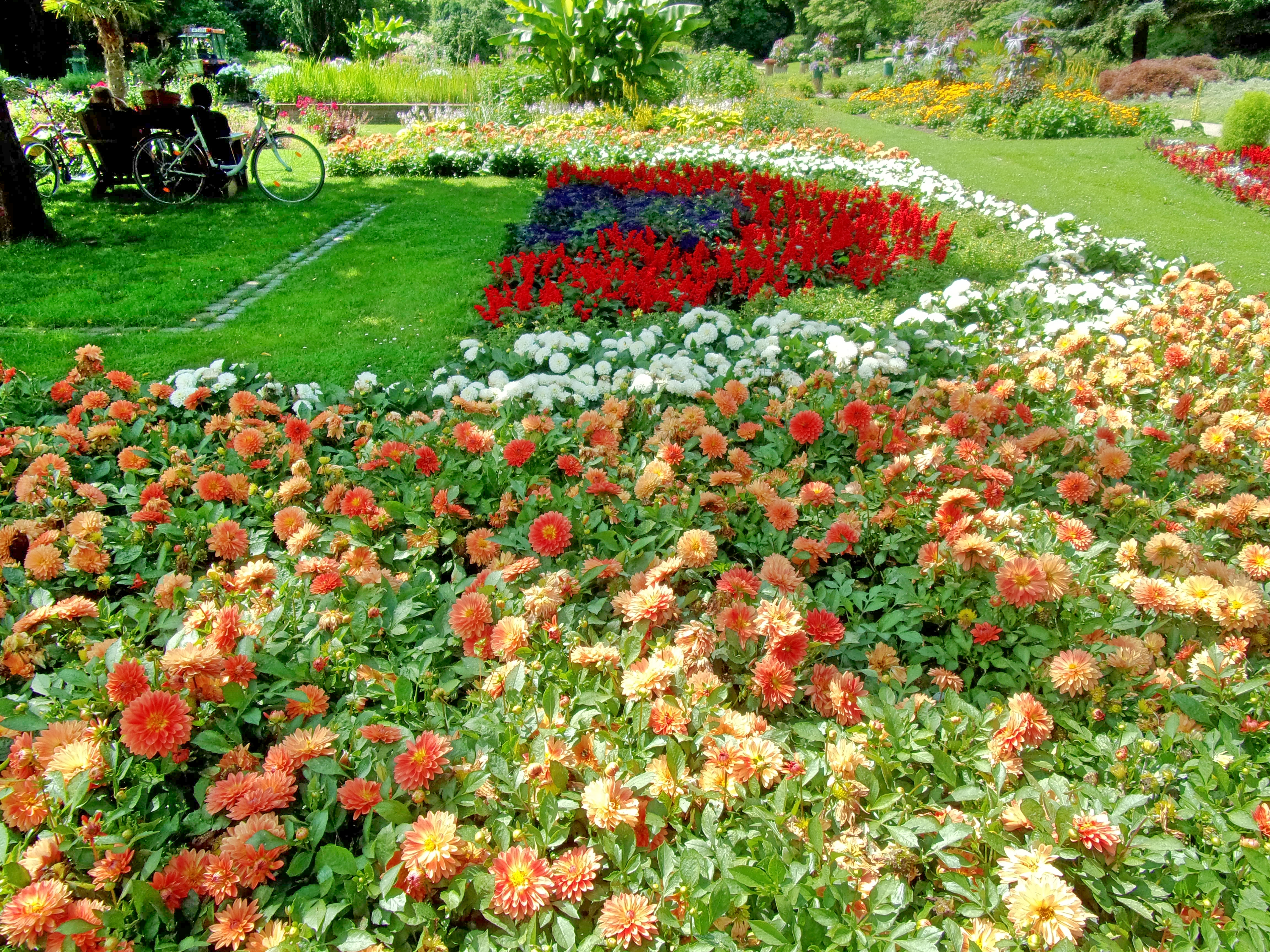
Blumenbeete

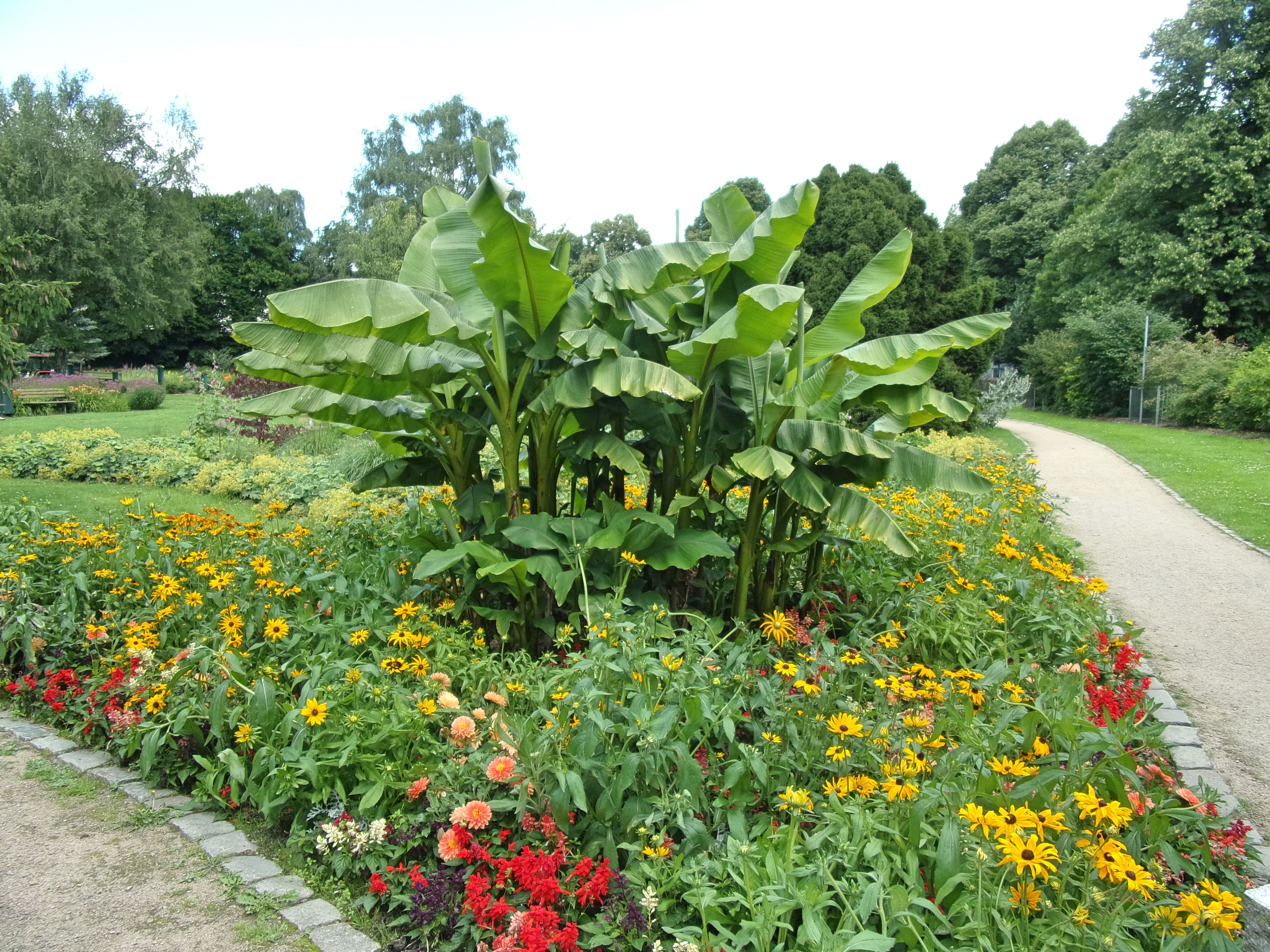
Winterharte Banane

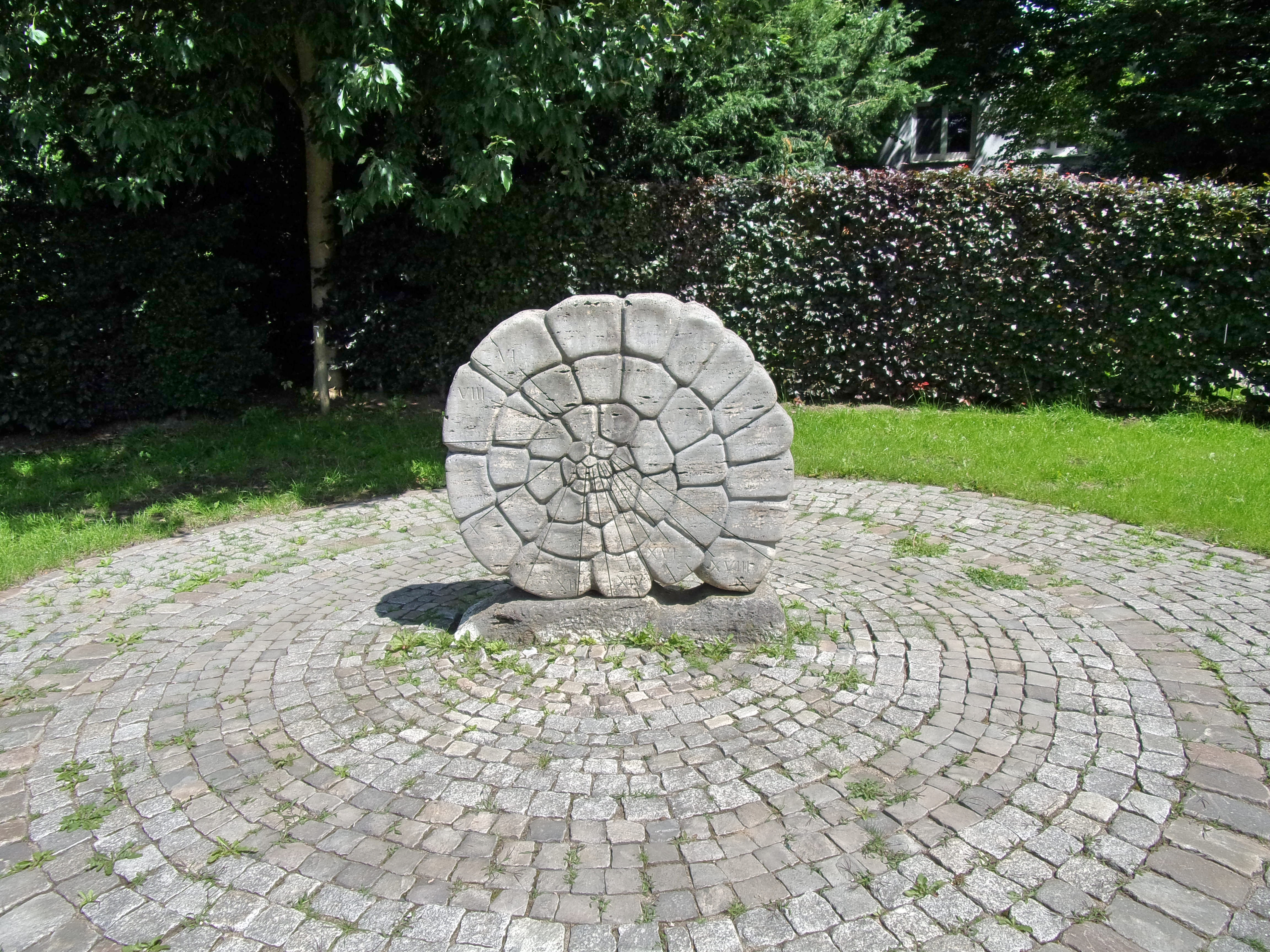
Sonnenuhr

Der Botanische Sondergarten Wandsbek ist eine Parkanlage im Osten Hamburgs. Er trägt die Bezeichnung Botanischer Sondergarten, weil der Begriff Botanischer Garten eine wissenschaftliche Begleitung erfordert. Die Pflege und Leitung des Sondergartens ist am Bezirksamt Wandsbek angesiedelt.

## Lage
Der Botanische Sondergarten ist im Hamburger Stadtteil Hamburg-Wandsbek im gleichnamigen Bezirk Wandsbek gelegen. Seine Fläche erstreckt sich über knapp 2 Hektar, wovon 1,5 Hektar auf den Parkbereich entfallen, der Rest auf Gebäude, Gewächshäuser und Zufahrt. Der Sondergarten liegt zwischen den Straßen Walddörferstraße und Am Schulgarten sowie der Wandse-Aue an der Mündung der Rahlau in die Wandse beim Fischers Park.

## Geschichte
Im Jahr 1923 wurde der heutige Sondergarten als Schulgarten vom Wandsbeker Lehrerverein angelegt. Darauf deutet noch der Name der angrenzenden Straße Am Schulgarten hin. Dreißig Jahre später, 1953, wurde er mit dem bis heute aktuellen Namen Botanischer Sondergarten Wandsbek umbenannt. Während des Zweiten Weltkriegs wurde auf dem Gelände Gemüse zur Nahrungsmittelversorgung der Bevölkerung angebaut.

## Naherholungsgebiet

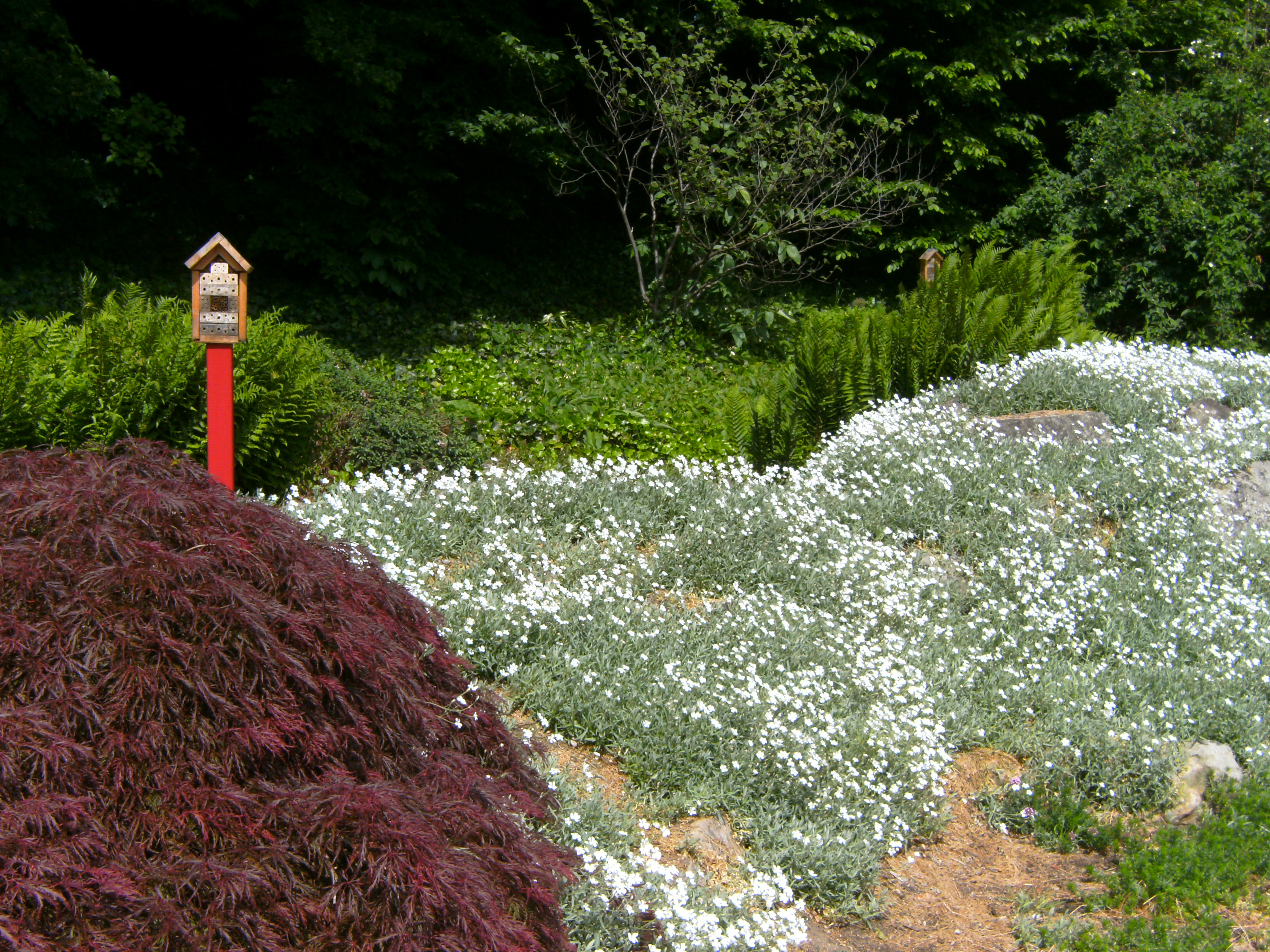
Hamburg, Botanischer Sondergarten Wandsbek: Blumen und Insektenhaus

Heute dient der Sondergarten hauptsächlich zur Erholung und Entspannung sowie zur Wissensvermittlung über die angepflanzten und ausgestellten Pflanzen. Im Durchschnitt kommen 500 Besucher pro Tag. Armstühle und Bänke laden zum Verweilen ein.

## Aufbau und Umfang
Der Botanische Sondergarten Wandsbek umfasst über 1.000 verschiedene Pflanzenarten in den Bereichen Park, Gewächshaus und Pflanzkästen. Das Gelände ist eingezäunt, der Eintritt ist frei und ganzjährig tagsüber geöffnet. Der Zugang zu den Gewächshäusern unterliegt anderen Öffnungszeiten. Der Garten widmet sich mit zahlreichen Veranstaltungen der Wissensvermittlung rund um das Themengebiet Botanik. Diese reichen von Ferienprogrammen für Kinder über Pflanzentauschbörsen zu Veredelungskursen für Hobbyobstbaumzüchter. Unter der Bezeichnung Botanisches Kalenderblatt werden auf Schautafeln in den Gewächshäusern und im Internet Informationen über bestimmte Pflanzen angeboten.

## Giftpflanze des Jahres
Jedes Jahr seit 2005 lobt der Botanische Sondergarten Wandsbek die Giftpflanze des Jahres aus. Es wird im Vorjahr jeweils eine Pflanze aus den Kategorien Kraut, Staude, Busch/Baum vorgestellt. Die Besucher des Sondergartens wählen daraus die Giftpflanze des Jahres für das nächste Jahr. Die Pflanze wird im Sondergarten den Besuchern mit Schautafeln das ganze Jahr über vorgestellt.